# Gradient de temperatură
Gradientul de temperatură este o mărime fizică care descrie în ce direcție și cu ce viteză se schimbă cel mai rapid temperatura în jurul unui anumit punct. Gradientul spațial de temperatură este o mărime fizică vectorială cu dimensiunea diferenței de temperatură pe unitatea de lungime. Unitatea din SI este kelvin pe metru (K/m).
Gradienții de temperatură în atmosferă sunt importanți în meteorologie, climatologie și domeniile conexe.

## Descriere matematică
Presupunând că temperatura T este o  mărime intensivă, adică este formată dintr-o singură mărime, scalară, o funcție continuă și derivabilă în spațiul tridimensional (numit adesea câmp scalar), adică
{\displaystyle T=T(x,y,z)}
unde x, y și z sunt coordonatele carteziene ale punctului avut în vedere, atunci gradientul de temperatură este o mărime vectorială definită astfel:
{\displaystyle \nabla T={\begin{pmatrix}{\frac {\partial T}{\partial x}},{\frac {\partial T}{\partial y}},{\frac {\partial T}{\partial z}}\end{pmatrix}}}

## Fenomene

### În climatologie
Pe o bază globală și anuală, dinamica atmosferei (și a oceanelor) poate fi înțeleasă ca încercarea de a reduce diferența mare de temperatură dintre poli și ecuator prin redistribuirea aerului și apei calde și reci, fenomen cunoscut sub numele de motorul termic al Pământului.

### În meteorologie
Diferențele de temperatură a aerului între diferite locații sunt critice în prognoza meteorologică și a climei. Absorbția luminii solare la sau în apropierea suprafeței planetare crește gradientul de temperatură și poate duce la convecție (un proces major de formare a norilor, adesea asociat cu precipitațiile). Fronturile meteorologice sunt zone ale suprafeței Pământului în care gradientul de temperatură orizontal poate atinge valori relativ mari, deoarece acestea sunt limite între masele de aer cu proprietăți destul de diferite.
Desigur, gradientul de temperatură se poate schimba substanțial în timp, de exemplu, ca rezultat al încălzirii și răcirii diurne sau sezoniere. Acest lucru se întâmplă cel mai probabil în timpul unei inversiuni termice. De exemplu, în timpul zilei, temperatura la nivelul solului poate fi scăzută în timp ce în atmosferă este mai cald. Pe măsură ce ziua trece spre noapte, temperatura poate scădea rapid, în timp ce în alte locuri de pe uscat rămâne mai cald sau mai răcoros la aceeași altitudine. Acest lucru se poate întâmpla și din cauza poziției munților.